# 示范项目

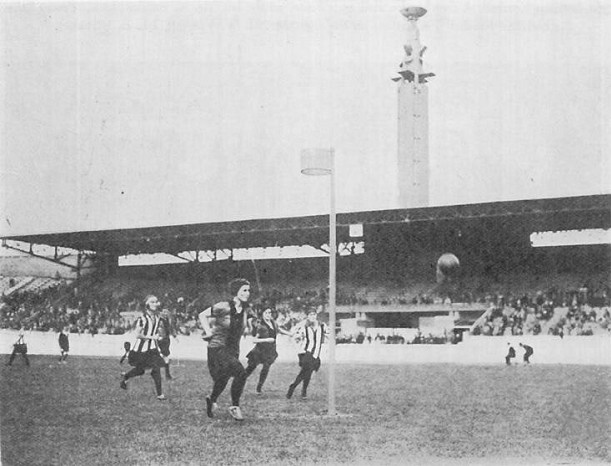
合球（1928 年阿姆斯特丹奧運的表演項目）

示范项目，亦称为“表演项目”，是指那些为了推广和发扬自身，或以能升级为大型运动会正式比赛项目为目的的体育运动。除了奥运会外，在其它规模的运动会如亚运会举行期间亦会有若干示范项目。
示范项目最初是在1912年的斯德哥尔摩奥运会上被正式引入。当时瑞典人为奥运会加入了一项名为glima的北欧传统式摔跤，而该项目所获得的奖牌数并不被官方计算在内。随后，历届奧運組織委員會都会在奥运会期间加入至少一个表演项目，所加入的项目通常都是那些举办国所具有的很典型且很流行的体育运动。例如1984年洛杉矶奥运会上的棒球比赛和1988年汉城奥运会上的跆拳道比赛。
自1912年至1992年间，有两届夏季奥运会没有设置示范项目。有些示范项目例如1912年美国的棒球和1988年韩国的跆拳道都在随后几届奥运会中升级为正式的比赛项目。奥运会示范项目的奖牌设计同正式比赛项目所颁发的奖牌相同，只是体积小一些，其奖牌数也从不做官方统计。
奥运会表演项目在1992年被搁置，由于竞赛项目的不断增加，且国际奥委会要求在奥运会期间平等对待正式项目和示范项目，这使得奥运组委会很难给予每个比赛项目以足够的重视，示范项目也因此不再成为今后奥运会上的必需项目。2008年北京奥运会期间，国际奥委会允许组织武术比赛，然而該項目最終未能成為表演項目。2020年和以後的奧運會，奧運組織委員會可將最多5項自選項目加入成為正式項目，但這些項目來屆奧運會不一定保留。
从1984年夏季奥运会开始，两项属于残奥会的比赛（男子和女子的轮椅竞赛）被加入到夏季奥运会的田径大项当中。这些比赛也被普遍认为是表演项目，但事际上它们属于残奥会。另外，残疾人高山滑雪和越野滑雪（仅在1988年）也曾分别被视作1984年和1988年冬奥会的表演项目。
而在2018年亚洲运动会，电子竞技首次作为示范项目和皮划艇水球入选。2024年夏奥会组委会则邀请国际皮划艇联合会和持权转播商中央广播电视总台举办龙舟展示活动。